# Oxicesta
Oxicesta là một chi bướm đêm thuộc họ Noctuidae.

## Loài
- Oxicesta geographica Fabricius, 1787
- Oxicesta nervosa Villers, 1789
- Oxicesta serratae Zerny, 1927

## Hình ảnh

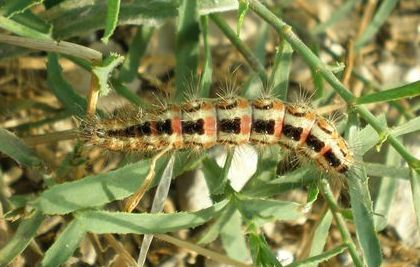